# Moebelia berolinensis
Moebelia berolinensis là một loài nhện trong họ Linyphiidae.
Loài này thuộc chi Moebelia. Moebelia berolinensis được Jörg Wunderlich miêu tả năm 1969.